# Транссахарска търговия
Транссахарската търговия е система от търговски пътища, свързващи Средиземноморието със Западна Африка, използвана активно между 8 и 16 век. Търговията се осъществява в тежките условия на пустинята Сахара, пресичането на която е съпроводено с големи затруднения.
Търговията се извършва с помощта на кервани от камили. Те се отхранват в продължение на месеци в равнините на Магреб или Сахел, след което се събират в керван. Според Ибн Батута, пътешественик, придружавал един от тези кервани, средният им размер е хиляда камили, като някои достигат до 12 хиляди. Керваните се направляват от високо платени берберски водачи, които познават пустинята и могат да осигурят безопасно преминаване през земите на сродните им пустинни номади. Оцеляването на кервана е несигурно и разчита на внимателно планиране.

## Ранни търговски пътища
Малки търговски пътища около долината на Нил съществуват от хилядолетия, но пресичането на Сахара преди опитомяването на камилата е много трудно. Предмети и материали, открити далеч от мястото на произхода им, свидетелстват за наличието на някакви търговски връзки, особено в западния край, където пустинята е най-тясна. Данни за контакти могат да бъдат открити и в класическата литература.
Най-старите свидетелства за опитомени камили в региона са от 3 век. Използвани от берберите, те дават възможност за по-редовни контакти по цялата ширина на Сахара, но трайни търговски пътища възникват едва с началото на ислямизацията на Западна Африка през 7 и 8 век.
По това време се развиват двата главни пътя. Първият преминава през западната част на пустинята от днешно Мароко до Завоя на Нигер, а вторият – от днешен Тунис до района на езерото Чад. На тези места пресичането на пустинята е сравнително кратко и съществува необходимата мрежа от оазиси, необходими за пътуването. Източно оттам пустинята е трудна за преминаване, заради липсата на оазиси и силните пясъчни бури. Пътят от Завоя на Нигер до Египет е изоставен през 10 век, тъй като е твърде опасен.

## Разцветът на търговията
Възходът на империята Гана с център в днешна Южна Мавритания съвпада със засилването на транссахарската търговия. Средиземноморските икономики изпитват нужда от злато, но могат да доставят сол, докато в Западна Африка е точно обратното. Търговията с роби също е значителна и голям брой африканци са изпратени на север, най-вече за да станат домашни слуги. Западноафриканските държави внасят добре обучени роби войници.
Установяват се няколко търговски пътя, като може би най-важният свършва в Сиджилмаса и Ифрика в днешно Мароко. Там, както и в други градове на Северна Африка, берберските търговци влизат в контакт с исляма и постепенно започват да го приемат като своя религия. Мнозина в Гана също приемат новата религия и това изглежда подпомага търговията. Около 1050 Гана завладява търговския център Аудагхост, но новите златни мини около Буре намаляват търговията през града за сметка на народността сусу, която по-късно основава империята Мали.
Както и Гана, Мали е мюсюлманска държава и при нейния разцвет търговията със злато и сол продължава. Други, по-маловажни стоки са робите, ядките от кола от юг и мънистата и раковините, използвани като пари, от север. По времето на Мали достигат разцвета си големите градове от Завоя на Нигер, като Гао и Джене, като Тимбукту става известен в цяла Европа със своето богатство.
В преходната зона между джунглата и саваната възникват важни търговски центрове, като Бего и Боно Мансо (в днешна Гана) и Бондуку (в днешен Кот д'Ивоар). Западните търговски пътища запазват значението си. Главните центрове в днешна Мавритания са Уадан, Уалата и Шингети, докато туарегските градове Асоде, а по-късно и Агадез, се разрастват на по-източния път в днешен Нигер.
Източният транссахарски път води до създаването на империята Канем-Борну в района на езерото Чад. Този път е по-малко ефективен и важността му нараства главно в периоди на нестабилност на запад, както по време на завоеванията на Алмохадите.

## Упадък на търговските пътища
Португалските пътешествия около крайбрежието на Западна Африка откриват нови пътища за търговията с Европа. В началото на 16 век по крайбрежието са установени европейски бази и търговията с вече по-богатите европейци придобива първостепенна важност за региона.
Северна Африка губи както политическото, така и икономическото си значение, а пресичането на Сахара остава продължително и опасно. Най-големият удар за транссахарската търговия идва от Мароканската война през 1591 – 1592. Мароко изпраща войски през Сахара и напада Тимбукту, Гао и други големи градове, разрушавайки сгради и прогонвайки гражданите. Прекъсването на търговията довежда до рязък упадък на значението на тези градове, а враждебността между двете страни на пустинята още повече намалява търговията.
Макар и в по-малък мащаб, транссахарската търговия продължава, но търговските пътища към крайбрежието на Западна Африка стават все по-лесни, особено след завладяването на Сахел от Франция през 1890-те и последвалото строителство на железопътни линии към вътрешността.
С получаването на независимост на държавите в региона, през 1960-те пътищата север-юг са прекъснати от държавните граници. Новите правителства са враждебни към национализма на туарегите и не полагат специални усилия, за да поддържат транссахарската търговия. Алжирската гражданска война и Туарегското въстание през 1990-те още повече нарушават пътищата, някои от които са затворени.
Днес транссахарската търговия, главно с горива и сол, се осъществява от малък брой камиони по няколкото съществуващи пътя през пустинята. Някои туареги все още използват традиционните търговски пътища, пътувайки понякога по шест месеца в годината с камили, за да превозват сол от вътрешността на пустинята до общностите по нейната периферия.
|  | Тази страница частично или изцяло представлява превод на страницата Trans-Saharan trade в Уикипедия на английски. Оригиналният текст, както и този превод, са защитени от Лиценза „Криейтив Комънс – Признание – Споделяне на споделеното“, а за съдържание, създадено преди юни 2009 година – от Лиценза за свободна документация на ГНУ. Прегледайте историята на редакциите на оригиналната страница, както и на преводната страница, за да видите списъка на съавторите. ВАЖНО: Този шаблон се отнася единствено до авторските права върху съдържанието на статията. Добавянето му не отменя изискването да се посочват конкретни източници на твърденията, които да бъдат благонадеждни. |